# Ipomoea pes-caprae
Ipomoea pes-caprae, el nom prové del llatí i significa "Ipomoea peu de cabra", és una espècie de planta dins la família convolvulàcia de distribució pantropical que és una liana reptant. Creix a les platges i suporta l'aire salat essent un halòfit que es dispersa per l'aigua del mar on les seves llavors floten sense quedar-ne afectades.

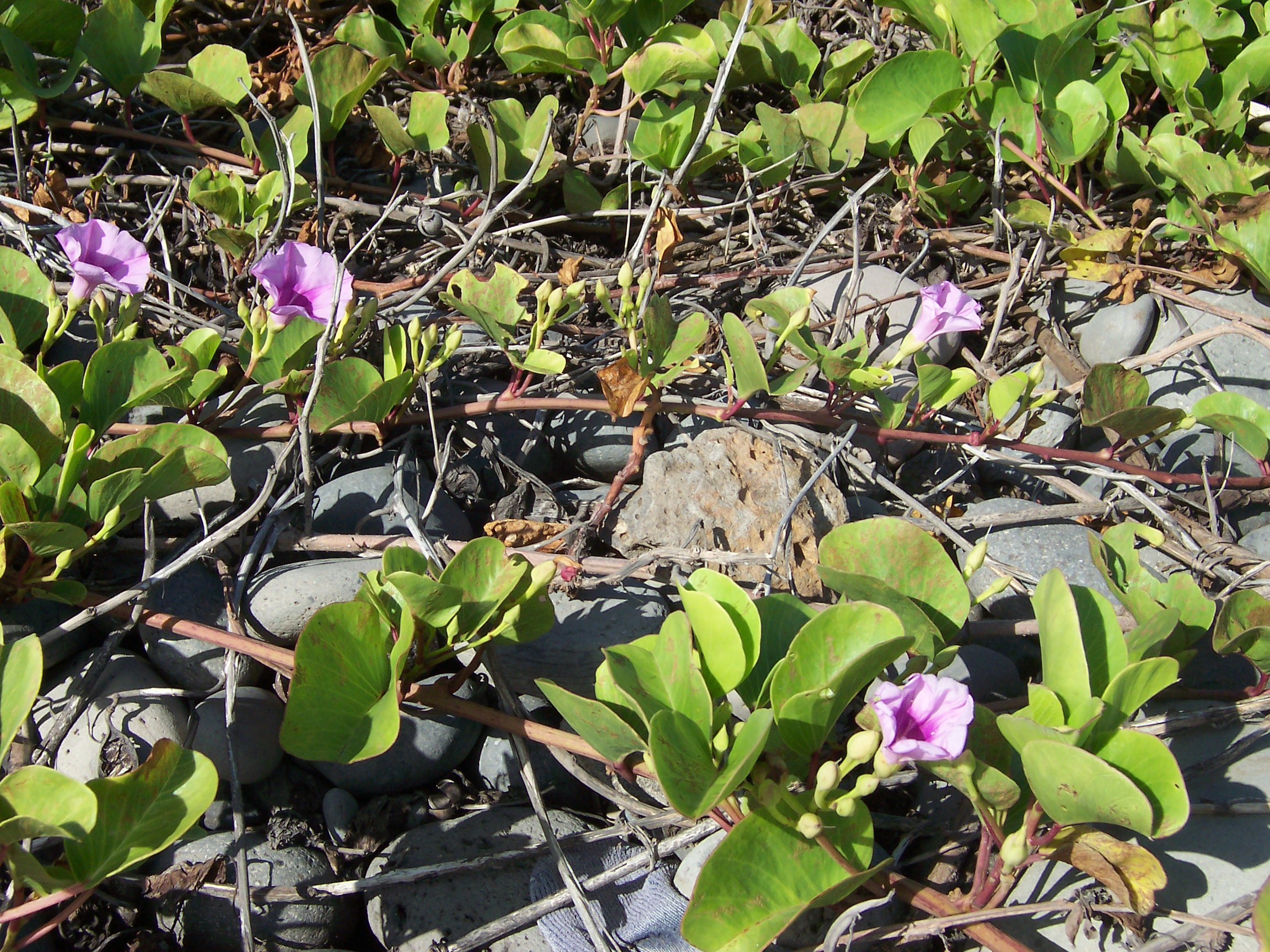
Plantes en una platja

Es troben en platges dels tròpics dels oceans Atlàntic, Pacífic, Índic i són comunes a Austràlia. També es troben a les Illes Galàpagos (Gloria de la Mañana).
Amb Portulaca oleracea, Melanthera biflora i Digitaria ciliaris, Ipomoea pes-caprae és una de les primeres espècies de plantes que colonitzen zones degradades a les zones tropicals del planeta.

## Descripció
Les fulles semblen el peu d'una cabra. És una planta suculenta de tija prostrada reptant de fins a 15 m de llarg. Les fulles són simples i coriàcies. Secreta un làtex. les flors són porpra o rosades campanulars només duren un dia. Elsfruits són càpsules amb quatre llavors que són verinoses excepte per un coleòpter anomenat Magacerus leucospilus.
Estabilitza i colonitza les dunes.